# Tuber (protista)
Tuber es un género de foraminífero bentónico de la superfamilia Komokioidea y del orden Komokiida. Su especie tipo es Tuber proteum. Su rango cronoestratigráfico abarcaba el Holoceno.

## Discusión
Clasificaciones tradicionales hubiesen incluido Tuber en el orden Textulariida o en el orden Astrorhizida. Clasificaciones más modernas incluirían Tuber en el suborden Astrorhizina del orden Astrorhizida.

## Clasificación
Tuber incluye a la siguiente especie:
- Tuber proteum